# William Heise

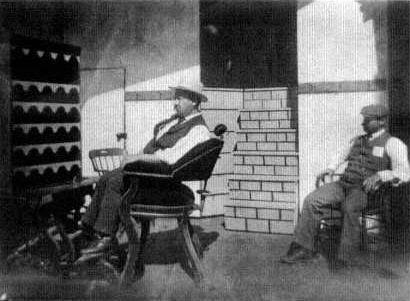
William Heise (links) in den Kulissen des Kurzfilms What Demoralized the Barbershop (1897/98)

William Heise (* August 1847 in Deutschland; † 14. Februar 1910) war ein US-amerikanischer Ingenieur und Kameramann. Obwohl er von 1890 bis 1898 bei der Edison Manufacturing Company an der Entwicklung des Kinetoskops und der Produktion der ersten US-amerikanischen Filme als Kameraoperateur und Regisseur beteiligt war, sind nur wenige biografische Daten über Heise bekannt.

## Tätigkeit bei Edison
William Heise wurde im Herbst 1890 bei den Edison-Laboratorien in West Orange, New Jersey, als Maschinist eingestellt. Er assistierte William K. L. Dickson bei der Entwicklung und Konstruktion des Kinetographen, einer elektrisch betriebenen Filmkamera. Im Mai 1891 wirkte Heise bei dem ersten mit dieser Kamera aufgenommenen Film, dem dreisekündigen Streifen Dickson Greeting, als Bediener der Kamera mit. Zur Betrachtung des Films hatte Dickson das Kinetoskop, einen Guckkasten, in dem die entwickelten Filmstreifen in einer Endlosschleife mit einer Glühlampe beleuchtet und durch ein Vergrößerungsglas betrachtet wurden, entwickelt.
Nachdem im Oktober 1892 die Kamera durch weitere Veränderungen soweit ausgereift war, dass Edison eine kommerzielle Filmproduktion plante, traten Heise und Dickson gemeinsam vor die Kamera, um sich zu ihrem Erfolg zu gratulieren (A Hand-Shake). Bilder dieses Films wurden in der Zeitschrift Phonogram veröffentlicht.
Anfang des Jahres 1893 bezogen Dickson und Heise ein speziell für die Filmproduktion errichtetes Gebäude, die Black Maria. Der erste in diesem Filmstudio hergestellte Film, Blacksmith Scene, wurde im Mai 1893 bei einer Präsentation Edisons vor der Physikalischen Fakultät des Brooklyn Institute for Arts and Sciences vorgeführt. Nach einigen weiteren Versuchsfilmen wurde Anfang des Jahres 1894 die kommerzielle Filmproduktion aufgenommen. Dickson und Heise stellten gemeinsam im Jahr 1894 rund 75 Filme her, die meist Zirkus- und Vaudeville-Künstler oder einfache Szenen aus der Arbeitswelt zeigten, so z. B. Carmencita, ein Film über eine Tänzerin. Vertrieben wurden ihre Filme in Kinetoskop-Salons, die seit ihrer Eröffnung im April 1894 in den gesamten Vereinigten Staaten zu einem großen Publikumserfolg wurden. Ebenfalls 1894 filmte Heise in dem Film Fred Ott’s Sneeze die erste Close-up Aufnahme der Filmgeschichte.

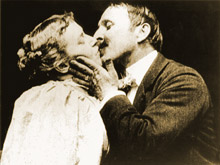
Szenenfoto aus Der Kuss

Nachdem Dickson im April 1895 überraschend die Edison Company verlassen hatte, blieb Heise zunächst als alleiniger Regisseur bei Edison zurück. Das abnehmende Interesse an dem Kinetoskop führte Ende des Jahres zur Unterbrechung der Filmproduktion, wurde aber nach der Einführung des Vitaskop-Filmprojektors wiederbelebt. Heise dreht als allein verantwortlicher Regisseur im April 1896 den Film Der Kuss, der zu dem erfolgreichsten Vitaskop-Film und einem der bekanntesten Filme der 1890er Jahre wurde. Außerdem diente als Kameramann von dem 1894 gedrehten Film Bucking Broncho.
Kurz nach den Dreharbeiten zu Der Kuss wurde James H. White neuer Leiter der Filmproduktion der Edison Company. Heise blieb als Kameraoperateur an der Seite Whites und führte mit ihm zusammen erste Aufnahmen mit Edisons neuen tragbaren Filmkameras durch, die Heise unter anderem zu den Niagarafällen, zu dem Vergnügungspark von Coney Island und zu den Feierlichkeiten zum Amtsantritt des US-Präsidenten William McKinley führten.
Als White im Sommer 1897 zu einer mehrmonatigen Weltreise aufbrach, blieb Heise als Leiter des Black-Maria-Studios in New Jersey zurück. Obwohl er hauptsächlich mit dem Entwickeln und Kopieren der von White eingesandten Filme beschäftigt war, drehte Heise als Regisseur in dieser Zeit rund 25 eigene Filme.
Im Oktober 1898 verließ Heise die Edison Manufacturing Company. Er kehrte zwar kurze Zeit später zum Unternehmen zurück, war dann aber nicht mehr im Filmgeschäft involviert.